# Shadwell (DLR)
Shadwell is een station van  de Docklands Light Railway dat is geopend op 31 augustus 1987 in de wijk Shadwell in het oosten van de metropool Groot-Londen.